# 916
916 (CMXVI) var ett skottår som började en måndag i den julianska kalendern.

## Händelser

### Okänt datum
- Staden Mahdia bildas i Tunisien.

## Födda
- Yuanzong av Södra Tang, kinesisk kejsare.

## Avlidna
- 25 maj – Flann Sinna, storkonung av Irland sedan 879.
- Klemens av Ohrid, grekisk författare.
- Theodora (senatrix), påvlig politiker.